# Hossam Ghaly
Emad Moteab - em árabe: حسام غالي‎ (Cafrel Xeique, 15 de dezembro de 1981) - é um futebolista egípcio. Atualmente, joga no Al-Nassr.

## Carreira
Ghaly representou o elenco da Seleção Egípcia de Futebol no Campeonato Africano das Nações de 2010.

## Títulos
Seleção Egípcia
- Campeonato Africano das Nações: 2010